# Condado de DeKalb (Georgia)
El condado de Dekalb (en inglés: DeKalb County) es un condado en el estado estadounidense de Georgia. En el censo de 2000 el condado tenía una población de 686 712 habitantes. Forma parte del área metropolitana de Atlanta. De hecho cerca del 10 por ciento de la ciudad de Atlanta se encuentra dentro del condado, mientras que el 90 por ciento restante se ubica en el condado de Fulton. La sede de condado es Decatur.

## Historia
El condado de DeKalb fue creado en 1822 a partir de porciones de los condados de Henry, Gwinnett y Fayette. Fue nombrado en honor a Johann de Kalb, un soldado alemán que luchó en el bando estadounidense durante la Guerra de Independencia de los Estados Unidos.
En 1853, el condado de Fulton fue creado a partir de la mitad occidental del condado de DeKalb. Hasta ese entonces, la ciudad de Atlanta se encontraba dentro del condado. De hecho, durante la Guerra de Secesión, gran parte de la Batalla de Atlanta se luchó dentro del condado de DeKalb.

## Geografía
Según la Oficina del Censo, el condado tiene un área total de 702 km² (271 sq mi), de la cual 695 km² (268 sq mi) es tierra y 7 km² (3 sq mi) (5,52%) es agua.

### Condados adyacentes
- Condado de Gwinnett (norte)
- Condado de Rockdale (este)
- Condado de Henry (sur)
- Condado de Clayton (suroeste)
- Condado de Fulton (oeste)

## Autopistas importantes
- Interestatal 20
- Interestatal 85
- Interstestatal
- Interestatal 675 (Georgia)
- U.S. Route 23
- U.S. Route 29
- U.S. Route 78
- U.S. Route 278
- Ruta Estatal de Georgia 8
- Ruta Estatal de Georgia 10
- Ruta Estatal de Georgia 13

## Demografía
En el  censo de 2000, hubo 665 865 personas, 249 339 hogares y 156 584 familias residiendo en el condado. La densidad poblacional era de 2483 personas por milla cuadrada (959/km²). En el 2000 había 261 231 unidades unifamiliares en una densidad de 974 por milla cuadrada (376/km²). La demografía del condado era de 35,82% blancos, 54,23% afroamericanos, 0,23% amerindios, 4,01% asiáticos, 0,05% isleños del Pacífico, 3,53% de otras razas y 2,12% de dos o más razas. 7,89% de la población era de origen hispano o latino de cualquier raza. 
La renta promedio para un hogar del condado era de $49 117 y el ingreso promedio para una familia era de $54 018. En 2000 los hombres tenían un ingreso medio de $36 270 versus $31 653 para las mujeres. La renta per cápita para el condado era de $23 968 y el 10,80% de la población estaba bajo el umbral de pobreza nacional.

## Ciudades y pueblos
| - Atlanta - Avondale Estates - Belvedere Park - Brookhaven - Candler-McAfee - Chamblee - Clarkston - Decatur | - Doraville - Druid Hills - Dunwoody - Gresham Park - Lithonia - North Atlanta - North Decatur - North Druid Hills | - Panthersville - Pine Lake - Pittsburg - Redan - Scottdale - Stone Mountain - Tucker |

## Educación
El Sistema Escolar del Condado de DeKalb está a cargo de las escuelas públicas del condado, aunque en ciertas partes metropolitanas, las Atlanta Public Schools gestiona escuelas públicas. Asimismo, en la ciudad de Decatur, las City Schools of Decatur son las encargadas de la educación pública.
Las bibliotecas públicas del condado son operadas por la Biblioteca Pública del Condado de DeKalb.